# Langeland
Langeland je dánský ostrov ležící mezi Velkým Beltem a Kielskou zátokou. Území ostrova má rozlohu 285 km² a k 1. lednu 2010 zde žilo 13 277 obyvatel. Ostrov je známý produkcí obilí a také jako rekreační oblast. Langeland je spojen s ostrovem Tåsinge a Fyn přes ostrůvek Siø. Ostrovy Lolland, Ærø a Strynø jsou s Langelandem propojené trajekty.
Největším městem na ostrově je Rudkøbing, rodiště slavného fyzika, chemika a filosofa Hanse Christiana Ørsteda, jeho bratra, Anderse Sandøe Ørsteda, bývalého dánského premiéra, a jejich synovce, botanika Anderse Sandøe Ørsteda.